# Empereur de Futuna
Espèce
Statut de conservation UICN

 CR B1ab(ii,iii) : 
En danger critique
L’Empereur de Futuna (Akihito futuna) est une espèce de gobies de la famille des Gobiidae, endémique de l'île de Futuna. Il a été nommé d’après l’empereur japonais Akihito. 

## Description
L'Empereur de Futuna vit en eau douce dans une rivière de l'île de Futuna. La taille du mâle peut atteindre 6 cm alors que celle de la femelle est environ de 2,9 cm.

## Menaces
Depuis 2011, l'Empereur de Futuna est classée en tant qu'espèce en danger critique d'extinction par l'IUCN, son aire de répartition étant seulement connue dans une rivière de 5 km sur une zone d'occupation de 12 km2. En plus de cette zone très restreinte, l'une des menaces est l'altération de son habitat par la culture du taro et par la construction de barrages.

## Publication originale
- P. Keith, G. Marquet et R.E. Watson, « Akihito futuna, a new species of freshwater goby from the South Pacific (Gobioidei: Sicydiinae) », Cybium, vol. 31, no 4,‎ 2008, p. 471-476.